# Fábio Henrique Tavares
Fábio Henrique Tavares, mais conhecido como Fabinho (Campinas, 23 de outubro de 1993), é um futebolista brasileiro que atua como volante. Atualmente, joga pelo Al-Ittihad.

## Carreira

### Fluminense
Fabinho começou sua carreira no Fluminense. No dia 20 de maio de 2012, foi relacionado pera primeira vez, permanecendo no banco na vitória por 1 a 0 sobre o Corinthians, pelo Campeonato Brasileiro. Ele deixou o clube sem nunca ter entrado em campo pelo time principal.

### Rio Ave e Real Madrid
No dia 8 de junho de 2012, Fabinho foi contratado pelo time português Rio Ave num contrato de seis anos. Em 19 de julho, Fabinho foi emprestado ao Real Madrid Castilla por uma temporada. Ele fez sua estreia como profissional no dia 17 de agosto, no primeiro jogo da temporada da Segunda Divisão, jogando durante toda a derrota por 2 a 1 para o Villarreal. No dia 28 de abril de 2013, marcou seu primeiro gol, com uma cabeçada que fechou o empate por 3 a 3 contra o Numancia.
Ele estreou pelo Real Madrid principal no dia 8 de maio de 2013, jogando por 14 minutos no lugar de Fábio Coentrão e dando assistência para o sexto gol de Ángel Di María na vitória por 6 a 2 contra o Málaga, pela La Liga, no Estádio Santiago Bernabéu.

### Monaco

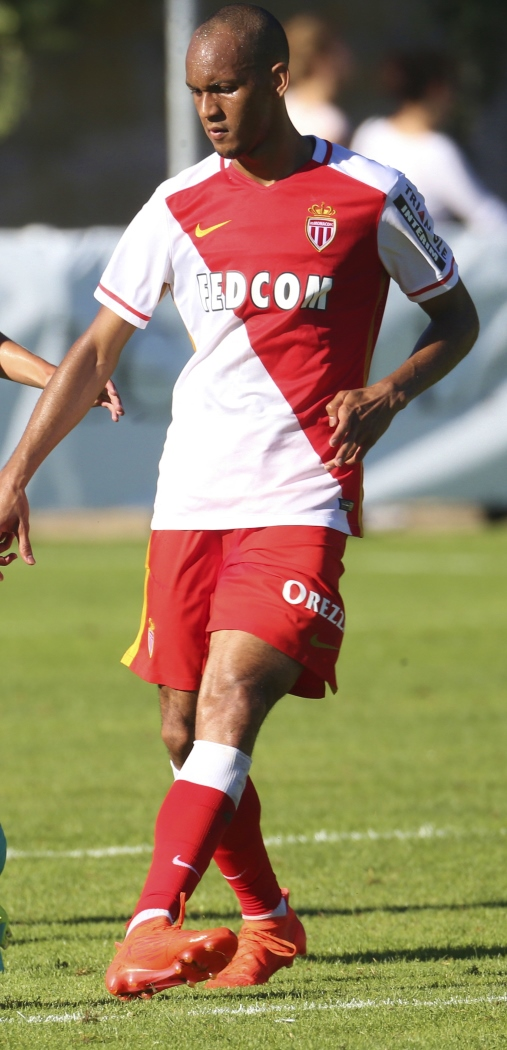
Fabinho atuando pelo Monaco.

No dia 19 de julho de 2013, Fabinho transferiu-se para o Monaco num empréstimo com duração de um ano. Estreou em 10 de agosto no primeiro jogo da temporada da Ligue 1 contra o Bordeaux, fora de casa, atuando durante toda a vitória por 2 a 0 no Stade Chaban-Delmas. Seu primeiro gol pelo clube foi o quinto na vitória por 6 a 0 sobre o Lens, nas quartas-de-final da Copa da França, no dia 26 de março de 2014.
Após o término do vínculo com o Mônaco, voltou em 2 de julho de 2014 ao time em outro empréstimo de um ano. Ele marcou seu primeiro gol na Liga dos Campões da UEFA no dia 9 de dezembro, selando a vitória por 2 a 0 sobre o Zenit, ajudando o Mônaco a chegar as oitavas-de-final como líderes de seu grupo.
No dia 19 de maio de 2015, após duas temporadas emprestado ao Monaco, Fabinho assinou um contrato em definitivo com o clube, com duração até 2019.
No dia 20 de março de 2016, Fabinho sofreu e converteu um pênalti cometido pelo compatriota David Luiz, marcando o segundo na vitória por 2 a 0 sobre o PSG, infligindo ao time a primeira derrota em casa desde maio de 2014.
Fabinho teve ótima passagem pelo Monaco até sua transferência para o futebol inglês ele encerrou sua passagem com 233 jogos e 31 gols em cinco temporadas no Monaco.

### Liverpool

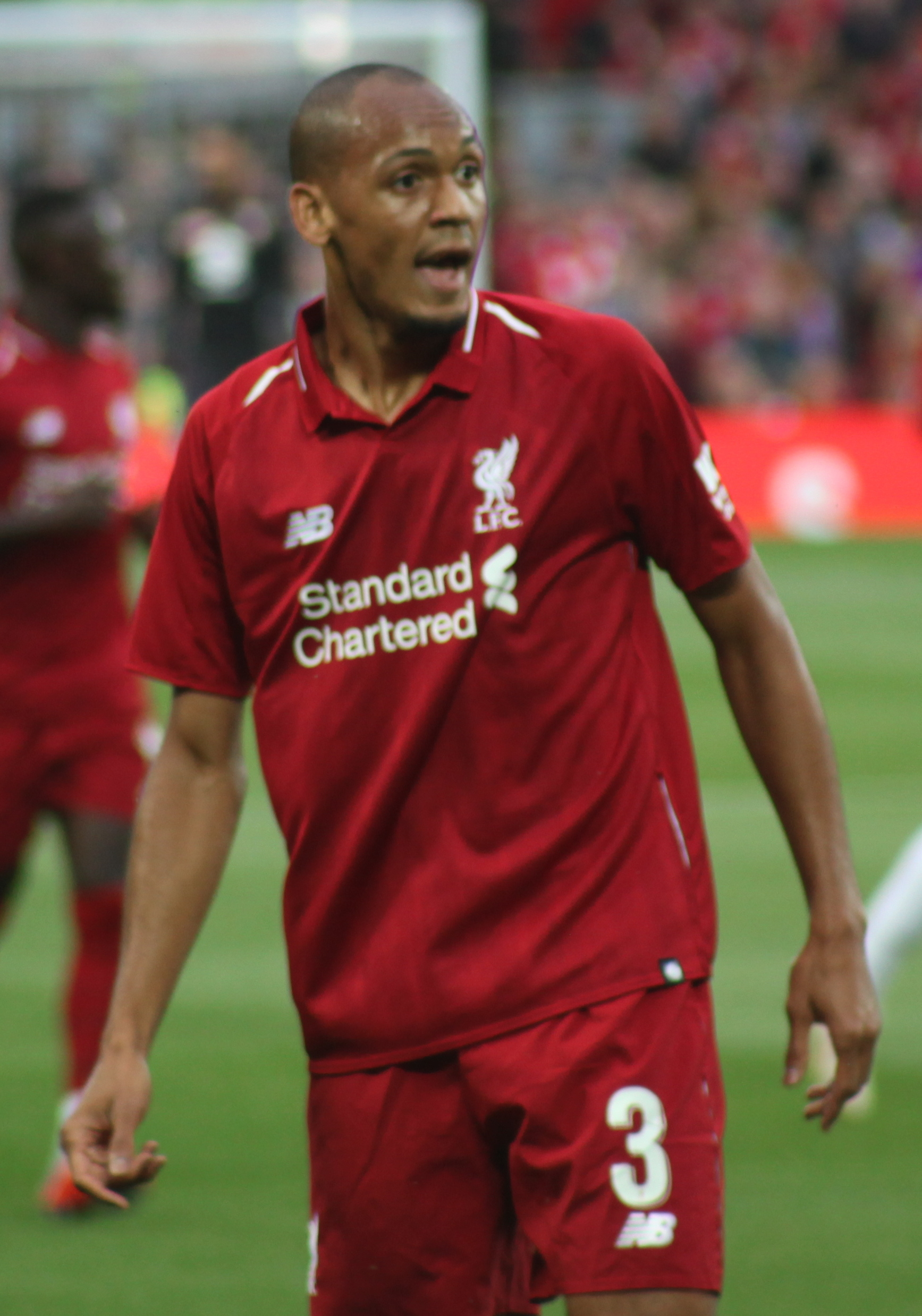
Fabinho jogando pelo Liverpool em 2018

No dia 28 de maio de 2018, o Liverpool anunciou a contratação de Fabinho por 45 milhões de euros, equivalente a 216 milhões de reais.
| “                                    | Estou muito animado. Foi algo que sempre quis. É um clube gigante. Um clube com este tamanho querer minha contratação eu nem tive muito o que pensar para aceitar essa proposta. Vou tentar escrever minha história no Liverpool e ganhar títulos. | ” |
| — Fabinho, ao site oficial do clube. | |   |

Fabinho estreou no Liverpool saindo do banco substituindo Sadio Mané em uma partida da fase de grupos da Liga dos Campeões contra o Paris Saint-Germain em 18 de setembro 2018, numa vitória por 3 a 2 em Anfield.
Em 26 de dezembro de 2018, Fabinho marcou seu primeiro gol pelo Liverpool na vitória por 4 a 0 sobre o Newcastle United em jogo válido pela Premier League.
Em agosto de 2021, renovou seu contrato com o clube até junho de 2026.
Na temporada 2022-23, um dos mistérios da temporada do Liverpool foi o declínio de Fabinho, que parecia uma sombra da presença dominante do meio-campo. Porém, fez 49 jogos, dos quais 40 foram desde o início.

### Al-Ittihad
NO dia 31 de julho de 2023, o Al-Ittihad anunciou a contratação de Fabinho, os sauditas pagaram 40 milhões de libras (R$ 251 milhões) pela transferência.

## Seleção Brasileira
Enquanto servia a Seleção Brasileira Sub-21, foi convocado pela primeira vez para a Seleção Brasileira principal em 7 de setembro de 2014 para substituir Maicon, que foi cortado por indisciplina.
Integrou o elenco que disputou a Copa América de 2015 e o que disputou a Copa América Centenário de 2016.
Esteve no grupo que disputou a Copa América de 2021 realizada no Brasil, onde Argentina derrotou o Brasil no Maracanã e conquistou seu 15º troféu na Copa América.

### Copa do Mundo de 2022
Em 7 de novembro de 2022, Tite anunciou a convocação da Seleção para Copa do Mundo 2022. Entre muitos nomes certos no Catar o de Fabinho foi chamado para disputar o torneio.
Fabinho fez sua estreia na Copa do Mundo na partida entre Camarões 1 a 0 Brasil, jogo válido pela fase de grupos, no Estádio Nacional de Lusail, em Lusail.

## Características
Fabinho fez toda a sua base no Fluminense e no Real Madrid Castilla como lateral-direito. Atuou nessa posição ainda durante algumas temporadas pelo Monaco. A partir de meados de 2016, o clube permitiu ao técnico Leonardo Jardim adquirir mais autonomia em relação à parte técnica. Então ele começou a tomar decisões atrevidas: uma delas foi transferir o lateral direito – a priori, o homem menos relevante em qualquer time – para o meio-campo – a priori, a função mais estratégica em qualquer time. Fabinho, agora volante, se tornou um dos pilares do surpreendente Monaco, que na temporada 2016–17 conquistou a Ligue 1 e foi semifinalista da Liga dos Campeões da UEFA.

## Estatísticas

### Clubes
Abaixo estão listados todos os jogos, gols e assistências do futebolista por clubes.
| Clube                | Temporada         | Campeonato nacional | Campeonato nacional | Campeonato nacional | Copa nacional[a] | Copa nacional[a] | Copa nacional[a] | Competições continentais[b] | Competições continentais[b] | Competições continentais[b] | Outros torneios[c] | Outros torneios[c] | Outros torneios[c] | Total | Total | Total   |
| Clube                | Temporada         | Jogos               | Gols                | Assist.             | Jogos            | Gols             | Assist.          | Jogos                       | Gols                        | Assist.                     | Jogos              | Gols               | Assist.            | Jogos | Gols  | Assist. |
| -------------------- | ----------------- | ------------------- | ------------------- | ------------------- | ---------------- | ---------------- | ---------------- | --------------------------- | --------------------------- | --------------------------- | ------------------ | ------------------ | ------------------ | ----- | ----- | ------- |
| Real Madrid Castilla | 2012–13           | 30                  | 2                   | 0                   | —                | —                | —                | —                           | —                           | —                           | —                  | —                  | —                  | 30    | 2     | 0       |
| Real Madrid Castilla | Total             | 30                  | 2                   | 0                   | —                | —                | —                | —                           | —                           | —                           | —                  | —                  | —                  | 30    | 2     | 0       |
| Real Madrid          | 2012–13           | 1                   | 0                   | 0                   | —                | —                | —                | —                           | —                           | —                           | —                  | —                  | —                  | 1     | 0     | 0       |
| Real Madrid          | Total             | 1                   | 0                   | 0                   | —                | —                | —                | —                           | —                           | —                           | —                  | —                  | —                  | 1     | 0     | 0       |
| Mônaco               | 2013–14           | 26                  | 0                   | 0                   | 5                | 1                | 2                | —                           | —                           | —                           | —                  | —                  | —                  | 31    | 1     | 2       |
| Mônaco               | 2014–15           | 36                  | 1                   | 0                   | 7                | 0                | 0                | 10                          | 1                           | 0                           | —                  | —                  | —                  | 53    | 2     | 0       |
| Mônaco               | 2015–16           | 34                  | 6                   | 4                   | 4                | 2                | 0                | 9                           | 0                           | 0                           | —                  | —                  | —                  | 47    | 8     | 4       |
| Mônaco               | 2016–17           | 37                  | 9                   | 1                   | 5                | 0                | 0                | 14                          | 3                           | 2                           | —                  | —                  | —                  | 56    | 12    | 3       |
| Mônaco               | 2017–18           | 34                  | 7                   | 3                   | 6                | 1                | 1                | 5                           | 0                           | 0                           | 1                  | 0                  | 1                  | 46    | 8     | 5       |
| Mônaco               | Total             | 167                 | 23                  | 8                   | 27               | 4                | 3                | 38                          | 4                           | 2                           | 1                  | 0                  | 1                  | 233   | 31    | 14      |
| Liverpool            | 2018–19           | 28                  | 1                   | 2                   | 2                | 0                | 0                | 11                          | 0                           | 0                           | —                  | —                  | —                  | 41    | 1     | 2       |
| Liverpool            | 2019–20           | 28                  | 2                   | 3                   | 2                | 0                | 0                | 7                           | 0                           | 1                           | 2                  | 0                  | 0                  | 39    | 2     | 4       |
| Liverpool            | 2020–21           | 30                  | 0                   | 0                   | 3                | 0                | 0                | 8                           | 0                           | 0                           | 1                  | 0                  | 0                  | 42    | 0     | 0       |
| Liverpool            | 2021–22           | 29                  | 5                   | 1                   | 6                | 2                | 0                | 13                          | 1                           | 0                           | —                  | —                  | —                  | 48    | 8     | 1       |
| Liverpool            | 2022–23           | 36                  | 0                   | 2                   | 4                | 0                | 0                | 8                           | 0                           | 0                           | 1                  | 0                  | 0                  | 49    | 0     | 2       |
| Liverpool            | Total             | 151                 | 8                   | 8                   | 17               | 2                | 0                | 47                          | 1                           | 1                           | 4                  | 0                  | 0                  | 219   | 11    | 9       |
| Al-Ittihad           | 2023–24           | 7                   | 0                   | 0                   | 1                | 0                | 0                | 1                           | 0                           | 0                           | 0                  | 0                  | 0                  | 9     | 0     | 0       |
| Al-Ittihad           | Total             | 7                   | 0                   | 0                   | 1                | 0                | 0                | 1                           | 0                           | 0                           | 0                  | 0                  | 0                  | 9     | 0     | 0       |
| Total na carreira    | Total na carreira | 356                 | 33                  | 16                  | 45               | 6                | 3                | 86                          | 5                           | 3                           | 5                  | 0                  | 1                  | 492   | 44    | 23      |

- a. ^ Jogos da Copa da França, Copa da Liga Francesa, Copa da Inglaterra e Copa da Liga Inglesa
- b. ^ Jogos da Liga dos Campeões da UEFA e Liga Europa
- c. ^ Jogos da Supercopa da França, Supercopa da UEFA e Supercopa da Inglaterra

### Seleção Brasileira
Abaixo estão listados todos os jogos, gols e assistências do futebolista pela Seleção Brasileira, desde as categorias de base.
Seleção Principal
| Ano               | Copa do Mundo | Copa do Mundo | Copa do Mundo | Copa América | Copa América | Copa América | Qualificação Mundial | Qualificação Mundial | Qualificação Mundial | Amistosos | Amistosos | Amistosos | Total | Total | Total   |
| Ano               | Jogos         | Gols          | Assist.       | Jogos        | Gols         | Assist.      | Jogos                | Gols                 | Assist.              | Jogos     | Gols      | Assist.   | Jogos | Gols  | Assist. |
| ----------------- | ------------- | ------------- | ------------- | ------------ | ------------ | ------------ | -------------------- | -------------------- | -------------------- | --------- | --------- | --------- | ----- | ----- | ------- |
| 2015              | —             | —             | —             | —            | —            | —            | —                    | —                    | —                    | 3         | 0         | 0         | 3     | 0     | 0       |
| 2016              | —             | —             | —             | —            | —            | —            | —                    | —                    | —                    | 1         | 0         | 0         | 1     | 0     | 0       |
| 2018              | —             | —             | —             | —            | —            | —            | —                    | —                    | —                    | 3         | 0         | 1         | 3     | 0     | 1       |
| 2019              | —             | —             | —             | —            | —            | —            | —                    | —                    | —                    | 5         | 0         | 0         | 5     | 0     | 0       |
| 2021              | —             | —             | —             | 4            | 0            | 0            | 6                    | 0                    | 0                    | —         | —         | —         | 10    | 0     | 0       |
| 2022              | 1             | 0             | 0             | —            | —            | —            | 3                    | 0                    | 0                    | 3         | 0         | 0         | 7     | 0     | 0       |
| Total na carreira | 1             | 0             | 0             | 4            | 0            | 0            | 9                    | 0                    | 0                    | 15        | 0         | 1         | 29    | 0     | 1       |

Seleção Sub–23
| Ano               | Amistosos | Amistosos | Amistosos |
| Ano               | Jogos     | Gols      | Assist.   |
| ----------------- | --------- | --------- | --------- |
| 2015              | 6         | 1         | 0         |
| Total na carreira | 6         | 1         | 0         |

Seleção Sub–20
| Ano               | Amistosos | Amistosos | Amistosos |
| Ano               | Jogos     | Gols      | Assist.   |
| ----------------- | --------- | --------- | --------- |
| 2022              | 5         | 0         | 0         |
| Total na carreira | 5         | 0         | 0         |

## Títulos
Monaco
- Ligue 1: 2016–17

Liverpool
- Liga dos Campeões da UEFA: 2018–19
- Supercopa da UEFA: 2019
- Copa do Mundo de Clubes da FIFA: 2019
- Premier League: 2019–20
- Copa da Liga Inglesa: 2021–22
- Copa da Inglaterra: 2021–22
- Supercopa da Inglaterra: 2022

Al-Ittihad
- Campeonato Saudita: 2024–25[32]
- Copa do Rei: 2024–25[33]

Seleção Brasileira
- Torneio Internacional da China: 2014

### Prêmios individuais
- Seleção da Liga dos Campeões da UEFA: 2021–22[34]
- Melhor jogador da UEFA: 2021–22 (15° lugar)
- Indicado ao Ballon d'Or: 2022 (14° lugar)